# 메시나 대학교
메시나 대학교(이탈리아어: Università degli Studi di Messina, 라틴어: Studiorum Universitas Messanae)는 구어체로 UniME로 알려져 있으며 이탈리아 시칠리아주 메시나에 위치한 주립 대학이다.

## 같이 보기
- 국제 의학 입학 시험
- 지속적으로 운영되고 있는 가장 오래된 대학 목록